# Томас Нийл Крийм
Д-р Томас Нийл Крийм (на английски: Thomas Neill Cream, 27 май 1850 г. – 15 ноември 1892 г.), известен още като Отровителят от Ламбет (на английски: Lambeth Poisoner), е шотландско–канадски сериен убиец, за който е доказано, че първите му жертви намират смъртта си в САЩ, а останалите във Великобритания и вероятно други в Канада. Крийм, който отравял жертвите си, е екзекутиран, след като опитите му да набеди други за престъпленията си привлекли вниманието на лондонската полиция.
Необосновани слухове твърдят, че последните му думи по време на обесването му са признание, че той е Джак Изкормвача – въпреки че се знае, че е бил в затвора в Илинойс по времето на убийствата на Изкормвача.

## Ранен живот
Роден в Глазгоу, Крем е отгледан извън Квебек Сити, след като семейството му се премества там през 1854 г. Посещава университета Макгил в Монреал и завършва като доктор на медицинските науки през 1876 г. (темата на тезата му е хлороформ). След това заминава за следдипломно обучение в Медицинския факултет на болница „Сейнт Томас“ в Лондон, а през 1878 г. получава допълнителна квалификация като лекар и хирург в Единбург. След това се връща в Канада, за да практикува в Лондон, Онтарио.
През 1876 г. Крем се оженил за Флора Брукс, която той забременил и почти убил, докато извършвал аборт на бебето.  Флора умира, очевидно от туберкулоза, през 1877 г., смърт, за която по-късно ще бъде обвинен Крийм.
През август 1879 г. Кейт Гардънър, жена, с която се твърди, че е имал афера, е намерена мъртва в алея зад кабинета на Крийм, бременна и отровена с хлороформ. Крийм твърди, че е била бременна от известен местен бизнесмен, но след като е обвинен в убийство и изнудване, Крийм бяга в САЩ. 

## Чикаго
Крийм практикува медицина недалеч от района на червените фенери в Чикаго, предлагайки незаконни аборти на проститутки. Той е разследван през август 1880 г. след смъртта на Мери Ан Фолкнър, жена, която се твърди, че е оперирал, но избягва от наказателното постановление поради липса на доказателства. 
През декември 1880 г. друг пациент, мис Стак, умира след лечение при Крем, който впоследствие се опитва да изнуди фармацевт попълнил предписанието ѝ. 
През април 1881 г. жена на име Алис Монтгомъри умира от отравяне със стрихнин вследствие на аборт в къща за гости, едва на един блок разстояние от офиса на Крийм. Случаят е обявен като убийство, но никога не е решен. Местоположението, времевият период и методът правят Крийм вероятен заподозрян. 
На 14 юли 1881 г. Даниел Стот умира от отравяне със стрихнин в дома си в окръг Буун, Илинойс, след като Крийм му предоставя предполагаемо лекарство срещу епилепсия. Смъртта се приписвала на естествени причини, но Крийм пише на следователя, обвинявайки фармацевта за смъртта, след като отново се опитва да го изнудва. Този път Крийм бил арестуван заедно с г-жа Джулия А. (Аби) Стот, която била любовница на Крийм и си набавила отрова от Крийм, за да се разправи с мъжа си. За да избегне затвора тя се превръща в защитен свидетел, като хвърля вината върху Крем, което го сблъсква с присъда за убийство. Осъден е на доживотен затвор в затвора Джолиет. 

Една нощ неизвестни лица са издигнали надгробен камък на гроба на г-н Стот, който е гласял, 
 Даниел Стот умира на 12 юни 1881 г. на 61 годишна възраст, отровен от съпругата си и д-р Крийм. 
 Крийм е освободен през юли 1891 г. Губернатор Джоузеф У. Файфър е смекчил присъдата му, след като братът на Крийм пледира за снизходителност и според слуховете подкупва властите.

## Лондон
Използвайки пари, наследени от баща си, който умира през 1887 г., Крийм отплава за Англия, пристигайки в Ливърпул на 1 октомври 1891 г. Той отива в Лондон и наема квартира на 103 Lambeth Palace Road. По онова време Ламбет бил обзет от бедност, дребна престъпност и проституция.
На 13 октомври 1891 г. Елън „Нели“ Донворт, 19-годишна проститутка, приема питие от Крийм. Тя се разболява тежко на следващия ден и умира на 16 октомври от отравяне със стрихнин. По време следствието по смъртта ѝ Крийм пише до следователя, предлагайки да назове убиеца в замяна на награда от 300 000 паунда. Той също пише и до WFD Smith, собственик на книжарниците WH Smith, като го обвинява в убийството и изисква пари за мълчанието си. 
На 20 октомври Крийм се среща с 27-годишна проститутка на име Матилда Клоувър. Тя се разболява и умира на следващата сутрин; смъртта ѝ отначало се приписва на нейния алкохолизъм. Крийм пише бележка до видния лекар д-р Уилям Броудбент, обвинявайки го в отравяне на Матилда Клоувър и искайки пари. Броудбент праща писмото на Скотланд Ярд. 
На 2 април 1892 г., след ваканция в Канада, Крийм отново се връща в Лондон, където се опитва да отрови Лу (Луиз) Харви (родена Харис), която подозирайки го се преструва, че поглъща хапчетата, които ѝ е дал. Тя тайно се отървава от тях, като ги хвърля от мост в река Темза.
На 11 април Крийм се срещна с две проститутки – 21-годишната Алис Марш и 18-годишната Ема Шривел и със сладкодумие влиза в апартамента им им, където им предлага бутилки Гинес. Крийм си тръгва преди добавения от него стрихнин да подейства. И двете жени умират в агония.

## Залавяне
Чрез обвинителните си писма Крийм успява да привлече значително внимание към себе си. Полицията не само бързо определя невинността на обвиняемите, но разбира, че има нещо значимо в обвиненията на анонимния писател: той говори за убийството на Матилда Клоувър. Всъщност смъртта на Клоувър е била регистрирана по естествени причини, свързани с нейния алкохолизъм. Полицията бързо разбира, че фалшивият обвинител написал писмото, е серийният убиец, който тогава вестниците назовават „Отровителяг Ламбет“.
Не след дълго Крийм среща полицай от Ню Йорк, който посещал Лондон. Полицаят бил чул за Отровителя Ламбет и Крийм му направил кратка обиколка за да му покаже къде живели различните жертви. Американецът споменал за случката на британски полицай, който сметнал за подозрителна подробната информация на Крийм.
Полицията в Скотланд Ярд поставя Крийм под наблюдение и скоро открива навика му да посещава проститутки. Те също така се свързват с полицията в Съединените щати и научават за присъдата за убийство чрез отравяне на техния заподозрян от 1881 година.
При следствието, проведено от Ейтълстан Бракстън Хикс през юли 1892 г., той прочита писмо, за което се твърди, че е от Джак Изкормвача, с което обявява д-р Нийл за невинен и предизвиква смях, дори при самия Нийл. Журито се връща с присъда, гласяща че Матилда Клоувър е починала от отравяне със стрихнин, даден ѝ от Томас Нийл. 
На 3 юни 1892 г. Крийм е арестуван за убийството на Матилда Клоувър, а на 13 юли той е официално обвинен в убийствата на Клоувър, Донуърт, Марш и Шривил, опит за убийство на Харви и изнудване.  От самото начало той настоява, че той е само д-р Томас Нийл, а не д-р Томас Нийл Крийм, а вестниците обикновено го наричат д-р Нийл в отразяването на процеса.

## Съдебен процес и екзекуция
Процесът му продължава от 17 до 21 октомври същата година. След обсъждане, продължило само 12 минути, съдебните заседатели го признават за виновен по всички обвинения, а съдия Хенри Хоукинс го осъжда на смърт. 
По-малко от месец след присъдата му, на 15 ноември, Крийм е обесен в затвора Нюгейт от Джеймс Билингтън.  Както било обичайно при всички екзекутирани престъпници, тялото му е погребано същия ден в немаркиран гроб между стените на затвора.

## Последици
Името му не се появява в по-късните указатели на завършилите в МакГил.

## „Аз съм Джак“
Билингтън твърдял, че последните думи на Крийм на ешафода са „Аз съм Джак“  Билингтън популяризира този предполагаем инцидент като доказателство, че той е отговорен за екзекуцията на прословутия викториански сериен убиец Джак Изкормвача.
Тези твърдения са необосновани, тъй като служители на полицията и други, присъствали на екзекуцията, не споменават за подобно събитие. Освен това, записите показват, че Крийм е бил в затвора по времето на убийствата на Изкормвача през 1888 г., така че би било невъзможно той да бъде виновен за тях. Изкормвачологът Доналд Бел спекулира, че Крийм можел да подкупи служители и да напусне затвора преди официалното си освобождаване  а сър Едуард Маршал-Хол подозира, че неговата затворническа присъда може да е изтърпяна от негов двойник.  Подобни представи са изключително малко вероятни и противоречат на всички известни доказателства, дадени от властите в Илинойс, вестниците от онова време, адвокатите на Крийм, семейството му и самия Крийм. 
Един от биографите на Крийм предполага, че когато Крийм бил върху ешафода, напът да бъде обесен, бил толкова уплашен, че изгубил контрол над телесните си функции и изпъшка „Аз еакулирам“, което може да се сбърка с „Аз съм Джак“. 
През 1989 г. англо-канадският писател Крис Скот спечели награда Артър Елис за най-добър криминален роман за Джак, основан на предположението, че Крийм всъщност е бил Джак Изкормвача. 

## Анализ
Мотивът за серията от отравяния никога не е разкрит. Обикновено се приема, че Крийм е бил садист, който се е радвал при мисълта за агонията на жертвите си (дори и да не е присъствал физически, за да стане свидетел). Крийм обаче се интересувал и от пари, за което свидетелстват опитите му за изнудване при почти всичките му престъпления, така че остава възможността той да е извършил убийствата под предлог, че е планирал да извлече печалба от тях. От началото на поредицата престъпления Крийм пише изнудващи бележки на видни хора; и отравянето на единствената му известна мъжка жертва Даниел Стот е извършено с надеждата, че богатата вдовица на Стот ще сподели имението на починалия с Крийм.
В допълнение към петте отравяния, за които е осъден Крийм, той е заподозрян и в убийството на съпругата си Флора Брукс през 1877 г. и поне още четири жени, които са умрели под негова грижа в процес на извършване на аборт.

## Представления в популярната култура
В телевизионния сериал „Река“ от 2015 на ББС Едно Крийм се явява често на и разговаря с Инспектор Детектив Джон Ривър като „очевидец“. 
В първия епизод (от 2000 г.) на „Убийствени стаи: мистерии на истинския Шерлок Холмс“ младите Конан Дойл и д-р Бел водят дело за убийство, в което участва Томас Нийл, изигран от актьора Алек Нюман.  В края, като послепис допълнително го идентифицира като д-р Томас Нийл Крийм, който посещава медицинско училище заедно с истинския Артър Конан Дойл.
На 12 април 1959 г. в сезон 4 епизод 27 на Алфред Хичкок Представя в разказ, озаглавен „Восъчната работа“, името на Нийл Крийм видно се появява на лист хартия, който главният герой разглежда.